# Çimenli, Patnos
Çimenli là một xã thuộc huyện Patnos, tỉnh Ağrı, Thổ Nhĩ Kỳ. Dân số thời điểm năm 2011 là 78 người.